# Марина и Сергей Дяченко
Мари́на и Серге́й Дяче́нко (укр. Марина та Сергій Дяченки) — супруги Марина Юрьевна Дяченко-Ширшова (род. 1968, Киев) и Сергей Сергеевич Дяченко (14 апреля 1945, Киев — 5 мая 2022, Лос-Анджелес), писатели-прозаики, сценаристы, писавшие в соавторстве на русском языке научно-фантастические, фэнтезийные, сказочные произведения (классическую фэнтези, нетрадиционную фэнтези, современную (городскую) фэнтези и её модификации, социальную НФ, сказки для детей). Жили в Киеве до 2009 года, с 2009 до 2013 — в Москве, с 2013 года — в Лос-Анджелесе (США).
Тексты Дяченко трудно отнести к массовой культуре. Их произведениям присуща многомерность, органичное сочетание социально-фантастической, психологической, интеллектуальной и философской прозы с нестандартно обыгрываемыми клише массовой литературы, в результате чего достигается новое качество. Для творчества Дяченко характерно постоянное экспериментирование, мифотворчество, обращение к фольклору разных народов (главным образом украинского). Они смешивают жанры, ищут и находят новые темы, затрагивают новые философские и нравственные проблемы. Фантастический элемент в произведениях Дяченко не самодостаточен, а представляет собой лишь приём, необходимый для углубления взгляда, позволяющий искусственно заострить проблему, выделить её из потока обыденности, продемонстрировать спектр возможностей и последствий, вытекающих из них. Как писателей Дяченко в первую очередь интересуют углублённая психология героев, точность деталей, романтизм, лиричность и поиск света в конце тёмного тоннеля. Произведениям Дяченко присущи неожиданные сюжетные повороты и яркие, зримые образы персонажей, надолго остающиеся в памяти после прочтения. Миры Дяченко зримы и реалистичны, это обуславливается концентрацией авторов не только на переживаниях персонажей, но и на внимании к деталям второго плана. Биограф Дяченко Юлия Андреева отмечает, что, «как всегда, их произведения вызывают желание изменять мир к лучшему». По мнению критика Сергея Бережного, Дяченко наследовали традицию романтизма XIX века (Байрона, Мэри Шелли, Теофиля Готье), но в то же время чувствуется и влияние Булгакова, братьев Стругацких, Ницше, отзвуки великих потрясений XX века.
Дяченко — лауреаты многих литературных премий: «Интерпресскон», «Бронзовая улитка», «Странник», «Меч в камне», «Лунный меч», «Золотой кадуцей», премия братьев Стругацких, «Золотой Роскон», Мемориальная премия Кира Булычёва и др. Удостоены были также премий «Аэлита» и «Философский камень» (премия фестиваля «Звёздный мост») за вклад в фантастику. На европейском конвенте фантастов «Eurocon-2005» Дяченко получили звание лучших писателей-фантастов Европы. Члены Союзов писателей Украины и Российской Федерации.

## Супружество и соавторство
О своём знакомстве с будущей супругой-соавтором С. Дяченко (известный сценарист, автор прозы, кандидат биологических наук, бывший врач-психиатр) рассказывал: «[Тогда] я переживал тяжкий период — развод, работа над сценарием о Голодоморе, чрезвычайно депрессивное состояние… Как-то, проходя по Крещатику, заглянул в консерваторию, где театр-студия „Дзвін“ давал пьесу „Заложники вічності“. Марина там играла романтическую роль Мартины. Нет уж того театра, нет и пьесы, но до сих пор помню красоту юной девушки, ее чистоту — этому верилось. Я стал мечтать о Мартине-Марине, и это вернуло мне жизненное равновесие. Даже написал пьесу, пришел в театр, предложил роль Марине… Мы познакомились, но я ей показался мрачным и странным. Прошло целых два года, пока созрел позвонить ей еще раз — и тут судьба уж мне улыбнулась».
Увидев написанный Мариной эскизный вариант повести «Горелая Башня», Сергей Дяченко был потрясён высоким стилевым мастерством юной писательницы. Затем, в начале совместного творчества Марина была ученицей Сергея: когда он писал сценарий к фильму об Олексе Довбуше, Марина наблюдала за процессом творчества, далее они создали соавторский сценарий «Пленница ритма». Первым совместно написанным романом стал «Привратник»: Сергей Дяченко продумал его сюжет на основе замысла Марины.
Уже сложившийся супружеский тандем, соавторы Дяченко рассказывали в 2002 году: «Мы свободные люди. Мы ни от кого не зависим и пишем лишь то, что хотим. Это принципиальная позиция, и была она с самого начала, с первого нашего литературного опыта — романа „Привратник“. Мы не думали о его издании, а просто писали для удовольствия, учась понимать друг друга. То, что его издали в 1994 году каким-то волшебным образом, в течение месяца — это было совершенно неожиданно для нас…» (зарабатывал же в то время Дяченко бизнесом»). Вместе они создали более 25 романов, множество повестей и рассказов.
До 2009 года Марина и Сергей жили в Киеве (в Святошине, на улице Семашко в Академгородке), после этого семья переехала в Москву, а в 2013 году — в Лос-Анджелес. По их собственным словам: «Наш отъезд в Москву был на тот момент просто отъездом в Москву — по работе, к друзьям, к новым планам. И позже наш отъезд в Америку тоже не был бегством — мы чувствовали себя свободными в какой-то момент сделать этот выбор. По творческим, а не иным причинам».
У Марины и Сергея была дочь Анастасия (родилась в 1995 году, умерла в 2018 году после продолжительной болезни; в годы перед смертью училась на режиссёра в Университете Южной Калифорнии).

## Творческий путь

### Ранний этап (1994—1997)
Первый роман соавторов, «Привратник», сами Дяченко характеризовали как классическую фэнтези, но с «нестандартными образами и характерами»:283. Этот роман был написан добротно, но не отличался яркой индивидуальностью творческой манеры:289—290. Писался он без надежды на успех:286, однако получил приз «Хрустальный стол» КЛФ «Зоряний шлях» и был признан лучшим дебютом на конкурсе «Еврокона» в 1996 году. Вместе с романами «Шрам» (сокр. 1996, 1997), «Преемник» (1997) и «Авантюрист» (2000) эта книга составила тетралогию «Скитальцы».
Уже начиная с романа «Шрам» Дяченко проявили себя как мастера описания различных характеров и знатоки человеческой души:291. По определению литературоведа Михаила Назаренко, этот роман представляет собой вершину раннего творчества Дяченко. С романом «Привратник» — предыдущим произведением тетралогии — роман «Шрам» связан не столько общими персонажами, сколько миром, где происходит действие. «Шрам» получил премию «Меч в камне» (1997) как лучший фэнтезийный роман:291.
В 1996 опубликован роман «Ритуал» — история о драконе и принцессе. Жанр «Ритуала» близок к волшебной сказке, однако при этом «Ритуал» представляет собой текст-«перевёртыш»: душевно развитый и тонко чувствующий дракон влюбляется в совсем не прекрасную принцессу и оказывается жертвой древнего проклятия и человеческой подлости. Несмотря на кажущуюся простоту такого сюжета, он сложен для исполнения, и в том, что такая история оказалась увлекательной, проявился профессионализм авторов. К этому произведению не было проявлено особого внимания, и наград оно не получило. Для развлекательного чтения роман оказался слишком сложным, лишённым и прекрасной героини, и хэппи-энда, а для серьёзного прочтения — слишком предсказуемым. Только в 2015 году по книге был снят художественный фильм-фэнтези «Он — дракон».
В 1997 году вышли романы «Преемник», «Скрут», «Ведьмин век». «Преемник» Дяченко считали самым неудачным своим романом, переусложнённым психопатологией ревности:300. Мнения критиков о «Преемнике» оказались полярными: роман называли как удачным, так и неудачным. «Скрут», также фэнтезийный роман, является переходным произведением в творчестве Дяченко: именно тогда стало заметно, что рамки традиционной фэнтези тесны для тех задач, которые Дяченко ставят перед собой и читателями. В «Скруте» Дяченко пытаются уйти не только от клише фэнтезийного романа, но и от стереотипов любовного романа. Героям «Скрута», оказавшимся в ситуации выбора, приходится решать сложнейшую этическую проблему, не имеющую отношения к чисто развлекательной литературе:300.

### Переходный этап (1997—2000)
В романе «Ведьмин век» наметился уход Дяченко от «чистой» фэнтези в сторону социально-философской фантастики с незначительными элементами фэнтези. Различные жанровые традиции в «Ведьмином веке» соединяются в единое целое. В романе присутствует необычное сочетание персонажей западноукраинской мифологии и реалий современного европейского города — при этом если в предыдущих книгах Дяченко фэнтезийный флер как бы отодвигал от читателя происходящее, то в «Ведьмином веке» всё происходит «здесь», а не «там». Страхи и надежды персонажей романа близки читателям и современны. Начиная с «Ведьминого века» герои находятся в конфликте уже не с собой и не с (как в тетралогии «Скитальцы») неведомой и бесплотной Третьей Силой, а с гораздо более страшным противником: социумом, с которым невозможно договориться, победить или даже увидеть который невозможно. Апогея эта тема достигает в следующем романе Дяченко — «Пещера», а начиная с «Казни» постепенно становится неизбежным атрибутом творчества Дяченко. Роману «Ведьмин век» были присуждены литературная премия журнала «Радуга» за 1997 год и приз «Зиланткона» — «Большой Зилант» (Казань, 1998).
Роман «Пещера» (1998) получил премию «Лунный меч» (1999) как лучшее произведение в жанре мистической литературы 1997—1999 годов. Тем не менее многие критики относят этот роман к жанру современного городского романа, к психологической прозе:301. «Пещера» — значимый поворот в творчестве Дяченко, поскольку в нём сочетаются и присутствуют в дальнейшем творчестве две значимых составляющих: реализм при описании характеров персонажей и фантастический мир вокруг них. Сходная тенденция наблюдалась и в более ранних произведениях Дяченко, но здесь эта тенденция стала составляющей особой творческой манеры, о Дяченко начали говорить как о писателях со своим индивидуальным почерком:302. В «Пещере» раскрылось мастерство Дяченко в создании характеров и ситуаций, где эти характеры проявляются, и возникла одна из моделей хронотопа, характерных в дальнейшем для творчества Дяченко: «раздвоенный мир» (как называет её литературовед А. Чернецов). Мир «Пещеры» состоит из двух миров: обычного и мира сновидений, и даже сознание героев двоится.
В 1998 году телеканал «Интер» в Киеве выпустил телевизионный документальный фильм «Свидание с химерой», снятый режиссёром Оксаной Байрак по сценарию Дяченко, фильм тяжёлый и необычный — о детской проституции. Сценарий его, написанный с тактом и состраданием к судьбам детей, стал первым экранизированным сценарием, написанным Мариной и Сергеем в соавторстве:302.
В 1999 году опубликован первый сборник повестей и рассказов Дяченко — «Корни камня». Прежде широкому читателю были известны у Дяченко лишь романы и даже циклы, и первый сборник выходил трудно — лишь впоследствии Дяченко были отнесены к мастерам малой прозы и у них стали просить рассказы для журналов и антологий. Название «Корни камня» сборник получил по заголовку повести, написанной на «космическую» тематику — впрочем, космический антураж для Дяченко явился, как и прежде любой фантастический антураж, лишь фоном для раскрытия человеческой психологии в ситуации запредельного выбора:304.
В сборник «Корни камня» вошла также повесть «Горелая Башня» — произведение, изначально написанное Мариной и только потом переделанное Мариной и Сергеем в соавторстве. Повесть получила приз конкурса «Интерпресскона» в 1999 году:304 и позднее была названа литературоведом и критиком Михаилом Назаренко лучшей вещью сборника. Назаренко отметил мастерство, с которым написано произведение: «…видно, как необязательные, казалось бы, детали работают на совершенно непредсказуемый финал». Главной идеей рассказа Назаренко считает проверку на прочность способности человеческой души к прощению; в действительности, как отмечает критик, авторы повести подразумевают прощение не людей, а мира — жестокого, бессмысленного и враждебного.
С 1999 года началось сотрудничество Дяченко с издательством «Эксмо», а также с творческим тандемом Генри Лайоном Олди (Олегом Ладыженским и Дмитрием Громовым) и с Андреем Валентиновым. Плодом любви авторов к экспериментированию явился двухтомный роман «Рубеж», написанный Дяченко, Олди и Валентиновым в соавторстве. Поклонники как творчества Дяченко, так и творчества Валентинова и Олди первоначально восприняли роман негативно, но затем роман был награждён премией «Золотой кадуцей» на фестивале «Звёздный мост» и успешно переиздавался:305—306.
«Рубеж» — роман-калейдоскоп, где миры, люди, цитаты чередуются и пересекаются, вступают в противоречие друг с другом и приходят к единству. В романе совмещены три плана: традиционная фэнтези, украинский сюжетный план (в гоголевском духе) и каббалистический, и все три начинают проявляться уже в первых эпизодах романа. Связь между этими эпизодами поначалу не очевидна, но она присутствует и начинает проясняться в дальнейшем. Романное многоголосье позволяет каждому из авторов сохранить свою индивидуальность, собственную творческую манеру, при этом стыки сохраняются, но не режут глаз.
Роман «Казнь», изданный в 1999 году, представляет собой любопытный жанровый эксперимент: соединение фэнтезийной и «урбанистической» линий творчества Дяченко в рамках научной фантастики. В «Казни» сочетаются НФ о виртуальной реальности, смещённые реальности Филипа Дика, признаки вампирского ужастика (впрочем, не столько thriller, сколько suspense), не вполне классическая фэнтези и притча. Роман получил приз читательских симпатий «Сигма-Ф» (2000) как лучший роман года и премию «Странник» (2000) как лучший роман года на пятом конгрессе фантастов России (Санкт-Петербург):306.
В 2000 году наконец выходит роман «Авантюрист»:307 — последний роман тетралогии «Скитальцы». В том же году этот роман получил премию фестиваля «Звёздный мост».
Также в этом году опубликован роман «Армагед-дом» — очень значимая для Дяченко книга, их первый роман чисто социальной фантастики, содержащий элементы эпичности:307, и первый роман-биография в творчестве Дяченко. Авторы в нём отказываются от динамичного сюжета — роман представляет собой историю жизни Лидки Сотовой (Зарудной) с детства до старости. Психологическое «досье» — дотошное, чуть ли не натуралистичное. По утверждению Михаила Назаренко, роман заключает в себе безжалостно точную метафору обычного человеческого существования, российской (и украинской) истории на протяжении XX века. «Армагед-дом» был награждён литературными премиями «Бронзовая улитка» (2001), Гран-при Московского форума фантастики 2001 года (приз «Сигма-Ф») и «Серебряная стрела» в 2013 году (номинация «Апокалипсис века»).

### Зрелый этап (2000—2012)
В 2000 году переиздан роман «Ритуал» в составе одноимённого сборника, включившего в себя также новые повести, рассказы, эссе. Одна из повестей («Последний Дон Кихот») получила в 2001 году «Бронзовую улитку» и легла в основу пьесы, поставленной Киевским государственным театром русской драмы и московским театром «Без вывески». В состав сборника также вошло послесловие Михаила Назаренко «Люди и Ритуалы» — прообраз его будущей монографии о творчестве Дяченко «Реальность чуда». А в переиздании романа «Привратник», вышедшем в том же году, опубликовано обширное послесловие литературоведа Дмитрия Ивахнова «Рождённые воспламенять (этюды о поэтике Марины и Сергея Дяченко)» — глубокое исследование, раскрывающее роль Дяченко в палитре культуры:308.
В 2000 году опубликована «Зелёная карта» (2000) — нефантастическая повесть, рассказывающая о современных людях из Киева, у которых появилась возможность уехать за границу, когда они получили Green card (зелёную карту) — документ, удостоверяющий статус законного постоянного жителя США:308. По повести написан сценарий для одноимённого фильма, который, однако, так и не был снят. За повесть «Зелёная карта», напечатанную в журнале «Радуга» — старейшем литературном журнале Украины, — Дяченко была вручена премия «Высота» (призом стала поездка в Лондон на Рождество):309.
В том же году произведения Дяченко впервые публикуются в переводе на украинский язык: роман «Ведьмин век», повесть «Оскол» и другие напечатало издательство «Кальвария». Позднее в результате сотрудничества с издательствами «Зелений пес», «А-ба-ба-га-ла-ма-га», «Теза», «Фолио» все художественные произведения, написанные Дяченко в соавторстве, были напечатаны на украинском — несколько десятков томов, причём некоторые произведения издавались на украинском неоднократно и даже в разных вариантах перевода. Это потребовало от Марины и Сергея немало сил и времени, потому что хоть тексты переводились не самими авторами, но переводы тщательно вычитывались:309.
В 2001 году Марина и Сергей Дяченко стали лауреатами премии «Аэлита» — «За вклад в фантастику».
Роман «Магам можно всё», вышедший в 2001 году, представляет собой детектив, содержащий немало юмора. Для этого романа характерно встречавшееся и ранее в творчестве Дяченко смешение фэнтезийного мира и нашего времени, с очень тонкими психологическими деталями. «Магам можно всё» был награждён «Золотым кадуцеем» на фестивале «Звёздный мост-2001»:310.
Роман «Долина Совести», опубликованный в том же году, представляет собой, по определению Сергея Дяченко, «первый [для Дяченко] эксперимент в жанре как бы чистой „психологической фантастики“. Это сознательный отказ от внешнего действия в пользу действия внутреннего». В отличие от других романов Дяченко — например, «Пещеры», «Армагед-дома», — фантастическое допущение здесь затрагивает не весь мир, а одного человека. В «Долине Совести» фантастичен не мир, не антураж, а психологические взаимоотношения героев. «Долина Совести» — роман неспешный, сюжетной динамики в нём мало, и одна из причин этого — «биографический жанр». Все составляющие «Долины Совести» подчинены изображению психологии главных героев и их взаимоотношений, остальное — второстепенно. «Долина Совести» — роман не остросюжетный, не проблемный, не концептуальный, лишь психологический; это книга-поиск. Сопереживание героям у читателей либо возникает, либо нет. Оценки читателей были полярны — причиной тому отсутствие подпорок, поддерживающих читательский интерес. Тем не менее в творчестве Дяченко этот роман очень значим, представляя собой эксперимент, без которого не состоялись бы последующие их книги.
«Долина Совести» была удостоена премий «Бронзовая улитка-2002», «АБС-премия», «Русская фантастика» (2002), «Сигма-Ф» (2002), «Золотой кадуцей» на фестивале «Звёздный мост-2002», «Лунный меч», Большая Урания.
В 2001 году вышел сборник повестей и рассказов «Последний Дон Кихот», включивший в себя в том числе повесть «Волчья сыть» — о цивилизации разумных овец. В том же году в журнале «Если» опубликован один из наиболее сильных рассказов Дяченко — рассказ «Баскетбол»: о самоубийце, попавшем в ад и пытающемся переиграть всю ситуацию, вернуться назад. Точные детали, психологизм рассказа могут производить на читателя страшное впечатление, но, как можно судить на основе писем, полученных Дяченко, он помог некоторым читателям избежать самоубийства. «Баскетбол» был удостоен премии «Бронзовая улитка-2002» в номинации «Малая форма»:310—311.
В сборнике «Эмма и сфинкс» в 2002 году увидели свет несколько новых повестей и рассказов Дяченко, позволяющих проследить эволюцию мастерства писателей, их всё более совершенствующееся умение выстраивать психологически тонкие и метафорически насыщенные детали. Вошедшая в сборник и впоследствии многократно переизданная повесть «Хозяин Колодцев» — по сути сказка, однако отсутствие пафоса и полная нейтральность рассказчиков делает её притчей:312. Главный герой повести отказывается, вновь и вновь, от власти, от любви, от жизни, защищая свою (возможно, призрачную или ненужную) свободу — и расплачивается за это. Повесть «Эмма и Сфинкс», по определению Сергея Бережного, — «притча о жизни как поступке, о храбрецах, „которые осмеливаются любить, зная, что всему этому придет конец“, о бесконечной глубине человеческой природы и необычайной чувствительности настоящей совести». В составе сборника «Эмма и сфинкс» также опубликована повесть «Кон» — произведение о театре, о том, что такое искусство. В центре внимания авторов образ Кона — мистического театра, не просто здания или учреждения, но личности:312, и образ молодого творца, жаждущего понимания классиков и сталкивающегося с этой личностью, воплощением пошлой завистливой власти, в силах которой уничтожить вдохновение. Повесть была поставлена на сцене самодеятельным «театром Карра Баса» (Новгород):312.
Роман «Пандем» (2003) — в какой-то мере классический эксперимент: он описывает реакцию человечества на раздражитель (подобно, например,“ «Войне миров» Уэллса). В сравнении с более ранними произведениями Дяченко точка обзора в «Пандеме» сместилась радикально. Если раньше мир представал у Дяченко как декорация для человеческих драм, то теперь персонажи являются наглядными пособиями, позволяющими обосновать некие идеи о мире. «Пандем» сочетает в себе множество историй, герои которых не сведены в финале, — по существу, из этих историй до конца рассказана лишь одна: история самого Пандема. Остальные персонажи — это не больше чем люди, встреченные им, думающие о нём, испытавшие на себе его влияние. В результате неизбежна мозаичность. Этот роман Дяченко очень рационален; каждый эпизод в романе важен именно с рациональной точки зрения, чувства же героев имеют подчинённое значение.
«Пандем» получил «Серебряный кадуцей» на фестивале «Звёздный мост-2003», премию «Роскон» в номинации «Роман» (2004), мемориальную премию имени Кира Булычёва (2004).
В 2003 году Дяченко также были присуждены премии за новые произведения малой и средней формы, разные в жанровом отношении и по тональности: рассказ «Судья», представляющий собой приключенчески-авантюрную историю, и повесть «Подземный ветер» — лирическую и тонкую историю любви, где присутствует мифология современного города:313.
Роман «Варан», опубликованный в 2004 году, представляет собой возвращение Дяченко к любимому ими жанру фэнтези. Для романа характерна яркость «картинки» (яркость персонажей, у каждого из которых свой голос и своя судьба; красочность пейзажей):313—314. Как и в некоторых других произведениях Дяченко — «Привратнике», «Ритуале», — в «Варане» путь важнее цели. Этот принцип лёг в основу не только композиции, но и этики текста. По мнению критика Виталия Каплана, в «Варане» содержится «метафизическая тоска» героев, поиск трансцендентного — при том, что религии как таковой в мире романа нет. Михаил Назаренко добавляет к этому, что в романе также присутствует и тоска реальная — изнурительная тоска людей, всю жизнь делавших не то, что необходимо, не то, к чему они призваны. Потенциально в этот мир (и в сам роман) заложено больше, чем воплощено. Например, маги должны приносить в этот мир из-за грани нечто новое, но почти никогда не совершают этого. Как можно судить по некоторым упоминаниям, всё, что делают «официальные» имперские маги, оказывается несовершенным, ограничено несвободой, проигрывает живому творению.
«Варан» был удостоен премий «Бронзовый кадуцей» на фестивале «Звёздный мост-2004», «Серебряный Роскон» (2005), «Большая Филигрань» (2005).
В том же году вышли повесть «Зоопарк», признанная лучшей повестью года на Московском форуме фантастов, и повесть «Уехал славный рыцарь мой», через год завоевавшая Гран-при на «Росконе» и на Московском форуме фантастов:314.
Кроме того, в 2004 году в киевском издательстве «А-ба-ба-га-ла-ма-га» опубликованы проиллюстрированные художниками А. Джаникяном и С. Усс детские книги Дяченко «Воздушные рыбки» и «Жирафчик и Пандочка», сюжеты которых возникли, когда Марина Дяченко рассказывала дочери Стаске (Анастасии) фантастические истории на ночь:315.
В 2004 году роман «Ведьмин век», переведенный на польский язык, первым из произведений Дяченко стал лауреатом премии в дальнем зарубежье — «SFINKS» в Польше:315.
Также в этом году на украинском телевидении впервые был показан четырёхсерийный телефильм «Украденное счастье» (телестудия «1+1», Украина, продюсер А. Роднянский), сценарий которого написали Дяченко по мотивам хрестоматийной пьесы Ивана Франко. Позднее этот фильм демонстрировали и в России:313,315.
В 2004 году Марине и Сергею Дяченко вручили премию «Философский камень» (специальный гран-при «За выдающиеся заслуги перед фантастикой») фестиваля «Звёздный мост»:315.
Роман в новеллах «Пентакль», написанный в соавторстве с А. Валентиновым и Г. Л. Олди и вышедший в 2005 году, — полифонический цикл, где присутствует гоголевская интонация; своего рода «Вечера на хуторе близ Диканьки»:316. Действие романа происходит на Украине XX века — от самого его начала до конца. Авторы «Пентакля» не раз ссылаются на Гоголя; некоторые новеллы представляют собой прямое продолжение или интерпретацию гоголевских произведений. «Пентакль» является переосмыслением гоголевской Украины в преломлении зеркала современности — точнее, недавнего прошлого. По мнению литературоведа Игоря Чёрного, жанр «Пентакля» можно определить как «современный мифологический роман-цикл или мета-роман».
На фестивале «Звёздный мост-2005» этот роман получил премию «Золотой кадуцей».
В том же году винницкое издательство «Теза» выпустило детские книги Дяченко «Габриэль и железный дровосек», «Приключения Маши Михайловой». Позднее истории о Маше Михайловой были на всеукраинском конкурсе детектива признаны лучшим приключенческим произведением для детей и подростков:316.
В 2005 году опубликована книга Михаила Назаренко «Реальность чуда (О книгах Марины и Сергея Дяченко)» — первая монография о творчестве Марины и Сергея:316.
Кроме того, на общеевропейской конференции фантастики «Еврокон-2005», проходившей в Глазго, Дяченко было присуждено звание лучших писателей-фантастов Европы 2005 года. Голосование проводилось при участии представителей 24 стран:316—317.
В 2006 году по сценарию Дяченко киностудией «Укранимафильм» совместно с Министерством культуры и искусств Украины выпущен мультипликационный фильм «Курица, которая несла всякую всячину» (режиссёр Марина Медведь) на сюжет из серии «Сказки для Стаски», опубликованной в журнале «Радуга»:317.
Роман «Дикая энергия. Лана» (публикация в марте 2006 года) — фантастическая сказка, написанная под впечатлением от творчества украинской певицы Русланы и ей же посвящённая. Роман этот необычен — роман-ритм, который должен был стать основой для рок-оперы: предполагалось, что её создаст Руслана. Героиня книги живёт в мире тотального энергетического кризиса, обитатели которого лишены энергии жить. В то же время Дикая Энергия — символ свободы и жизнелюбия, стихии любви и творчества; те, кто ею обладает, способны находить волю к жизни в собственном сердце. Роман издан на Украине тиражом почти в 100 000 экземпляров, удостоен премии «Бронзовый кадуцей» (III место) на фестивале «Звёздный мост-2006» и назван «Лучшей украинской книгой» 2007 года:318—319. На «Евроконе», проходившем в Киеве в 2006 году, состоялась презентация литературно-музыкального проекта «Дикая энергия», который был основан на романе Дяченко:296 и в котором участвовала Руслана.
В 2006 году вышли «Ключ от королевства» (первая часть сказочного цикла «Маг дороги») и его продолжение, носящее название «Слово Оберона». Это цикл о приключениях в волшебной стране обычной школьницы Лены Лапиной, отличие которой от многих фэнтезийных супергероев в том, что она выглядит реальной, живой, в такого персонажа верится. Авторы цикла всерьёз говорят о таких узких и редких качествах, как благородство, вера, честь:319—320.
Перевод на украинский язык романов «Ключ от королевства» и «Слово Оберона» был издан раньше, чем оригинальные тексты на русском языке, — в 2005 году.
В 2006 году также опубликован фантастико-психологический роман «Алёна и Аспирин». Этот роман, имеющий начало, характерное для криминального романа, поднимает затем проблемы конфликта двух миров — «совершенного и несовершенного, завершённого и находящегося в процессе творения» (по формулировке В. Владимирского).
В 2007 году издан роман «Vita Nostra», который сами Дяченко считали лучшим из ими написанного. Этот роман — рекордный по количеству отзывов, причём многие из читателей утверждают, что роман представляет собой некий «гипертекст», обладает едва ли не наркотической силой воздействия, затягивает, как в омут. В этом романе характерное для Дяченко умение прописывать тонкие психологические детали поднято на новую высоту, в результате чего читатель верит самым невероятным трансформациям героини. Есть в романе и такая особенность, присущая творчеству Дяченко в целом, как и некоторая недосказанность, действующая на воображение читателя. По утверждению Ю. Андреевой, авторы в «Vita Nostra» «вышли на новые рубежи понимания того, что есть личность, что есть человек, новые рубежи понимания гносеологии, эвристики, философии… даже теологии»: многие из читателей романа, как отмечает Ю. Андреева, находят в нём аллюзии с Ветхим Заветом и библейской концепцией сотворения мира:321—322.
«Vita Nostra» получила на фестивале фантастики «Роскон / Интерпресскон / Еврокон-2008» награды «Сигма-Ф» (по результатам голосования читателей журнала «Если»), 1-е место премии «Роскон» в номинации «роман» (по результатам голосования участников фестиваля) и на том же фестивале — отдельную награду «Премия премий», став абсолютным лидером фестиваля по количеству наград. Также роман получил премию «Серебряная стрела» в номинациях «Лучшая фантастическая книга» и «Лучший женский образ»; премию «Лунный меч» конгресса «Странник»; премию критиков-фантастоведов «Большая Филигрань»; «Золотой кадуцей» в номинации «Крупная форма» на фестивале «Звёздный мост-2007»; а в 2008 году вошёл в список лучших фантастических книг по версии журнала «Афиша», в номинации «Выбор экспертов» (список 10 лучших фантастических книг постсоветской эпохи, который был составлен по результатам голосования экспертного совета, включавшего Алексея Иванова и Бориса Стругацкого).
Роман «Vita Nostra» стал первым в цикле «Метаморфозы», в который также вошли романы «Цифровой, или Brevis est» (опубликован в 2009 году), «Мигрант, или Brevi finietur» (опубликован в 2010 году), непосредственное продолжение романа «Vita Nostra» под названием «Vita Nostra: Работа над ошибками» (вышедшее в 2021 году) и заключительная часть трилогии «Vita Nostra», носящая название «Vita Nostra: Собирая осколки» (увидевшая свет в 2024 году).
В марте 2008 года опубликован роман «Медный король», который вместе с романом «Варан» составляет цикл «Бродячая искра». Это книга, по формулировке Ю. Андреевой, «очень жёсткая и честная… многогранная и непредсказуемая». Мир в этой книге, как и в «Варане», прописан яркими красками, и, подобно миру в «Варане», представляет собой ярчайшее эпическое полотно:324. В центре повествования — квест, вокруг которого строятся все сюжетные перипетии романа. «Медный король» представляет собой оригинальную комбинацию классификационных разновидностей фэнтезийного жанра: в сюжетно-композиционной структуре произведения соединяются черты героического фэнтези и лирического. В то же время это один из самых неоднозначных романов соавторов. В предыдущих романах Дяченко роль каждого персонажа чётко прописана (хотя и без потерь в психологических нюансах), в «Медном короле» же персонажи противоречивы, никто из них не однозначно положителен и не однозначно отрицателен, а Развияр часто вызывает у читателя сочувствие, но не вызывает у него симпатии. Роман получил премию «Бронзовый кадуцей» на фестивале «Звёздный мост-2008» и премию «Странник» в 2009 году.
В том же году по сценариям Дяченко были сняты два десятиминутных мультфильма — «Красная жаба» (режиссёр Марина Медведь), сценарий которого признан лучшим фантастическим сценарием на «Евроконе-2008» в Италии, и «Театральный роман» (режиссёр Оксана Карпус), который был удостоен Государственной премии Украины за лучший фильм для детей и юношества. Фильмы совершенно разные: первый, рисованный, — весёлый, гротескный, динамичный; второй, кукольный, — лиричный и немой, потому он показывался в разных странах без перевода:324.
В 2008 году вышла третья часть цикла «Маг дороги» — роман «У зла нет власти».
В следующем году Марине и Сергею Дяченко был вручён гран-при Национальной детской литературной премии России «Заветная мечта» за трилогию «Маг дороги» с большим материальным эквивалентом — 1 000 000 рублей:325.
В 2008—2009 году вышел в прокат фильм «Обитаемый остров» (сначала первая часть, затем вторая):325 по одноимённой книге братьев Стругацких, сценарий которого написали Марина и Сергей. Авторы создали около десятка вариантов сценария, предоставив выбор наилучшего режиссёру Фёдору Бондарчуку. В титрах фильма автором сценария указан также Эдуард Володарский, но его вариант режиссёр отверг.
Этот фильм оказался самым обсуждаемым проектом в российском Интернете, отзывы о нём были противоречивы. Тем не менее Борис Стругацкий счёл фильм «Обитаемый остров» одной из лучших экранизаций произведений Стругацких и заявил в одном из интервью: «Роман они [Дяченко] прочитали внимательно и сюжет на экран перенесли бережно и точно. Отклонений от текста — минимум. Я думаю, что поклонники творчества Стругацких должны наконец остаться довольны»:325—326.
Последний вариант сценария «Обитаемого острова», написанный Дяченко, опубликован в составе сборника «Мир наизнанку» («Эксмо», 2009):325.
Получая другие предложения от киностудий и телестудий, Дяченко из-за производственной необходимости были вынуждены в 2009 году переехать в Москву, но посещали в дальнейшем Киев и сохраняли контакты с киевскими друзьями:326.
В 2009 году «Последний Дон Кихот», написанный в 2000 году, получил польскую премию «SFinks» (Nagroda SFinks) в номинации «Зарубежный рассказ года». Также в 2009 году роман «Цифровой, или Brevis est» получил премию «Серебряная стрела» в номинации «Лучший мужской образ», а в 2010 году он был удостоен премии «Большая Филигрань» и премии «Странник» в номинации «Лучший сюжет». По мнению критика В. Пузия, «Цифровой» злободневнее, чем предыдущий роман цикла «Метаморфозы», «Vita Nostra»: авторы в «Цифровом» показывают, во что постепенно превращается современная цивилизация, и превращается вполне добровольно. Показаны механизмы вовлечения в бесконечную игру; то, за счёт чего человека привязывают к совершенно бессмысленным вещам, и как работает принцип распознавания маркеров «свой — чужой». В. Пузий отмечает, что местами «Цифровой» звучит как горькая сатира — при этом не лишённая динамичного сюжета и глубокой психологической прорисовки персонажей; Дяченко написали многослойный и спорный роман.
Очередная часть цикла «Метаморфозы» — роман «Мигрант, или Brevi finietur» — вышла в 2010 году. По жанру эта книга близка к космической фантастике:326 и напоминает то ли научную фантастику, то ли мимикрирующую под неё фэнтези. Также в «Мигранте» сочетаются признаки утопии и антиутопии. В то время как в «Vita Nostra» описан мир Слова, в «Мигранте» авторы изображают мир Идеи: в этом романе очень убедительно описана цивилизация, где мир идей имеет полную власть над материальным миром:326—327.
В 2010 году рассказ «Император» был удостоен премии «Бронзовая улитка»:327. Роману «Мигрант, или Brevi finietur» в том же году досталась премия «Итоги года» в номинации «Книга года» от журнала «Мир фантастики», а в следующем году — премия в номинации «Крупная форма (роман)» конвента «Интерпресскон-2011».
Также в 2010 году Дяченко получили общенациональную украинскую премию «Человек года-2009» в номинации «Человек искусства»:327.
В 2011 году опубликован роман «Одержимая» — роман, для которого характерны лёгкость и простота изложения, увлекательный сюжет, и, в отличие от других книг Дяченко, упор делается только на сюжет, а не на нравственно-философскую составляющую. «Одержимая» похожа не столько на роман, сколько на литературный сценарий сериала. Тема суицида сближает эту книгу с рассказом Дяченко «Баскетбол», но в «Баскетболе» проблема природы самоубийства, его разрушительных последствий поставлена намного острее, на гораздо более серьёзном уровне. Издание также включило в себя несколько повестей и рассказов. В том же году Дяченко очень активно работают над рядом сценариев:327—329.
Кроме того, в 2011 году в прокат вышел фильм «Рейдер» — экранизация одноимённого романа Павла Астахова:328, который также принял участие в работе над сценарием фильма совместно с Мариной и Сергеем Дяченко. Фильм представляет собой политический триллер, исследование механизма современного рейдерства. Конечный результат — снятый фильм — не очень устроил Марину и Сергея:328.
Также в 2011 году документальный кинофильм «The will of Victory (A Doc Opera)», посвящённый Второй мировой войне, был выдвинут на премию «Оскар». Дяченко в составе большой группы людей работали над этим фильмом, подбирая для него архивные кадры военной хроники, советской и немецкой. В финальный вариант вошло сорок минут, кадры для фильма были отобраны из более чем четырехсот часов хроники. По-русски фильм носит название «Цвет времени: война»:334—335.
В феврале 2012 года из печати вышел роман «Стократ» — своеобразный эксперимент, роман в новеллах, балансирующий на грани фэнтези и притчи, изобилующий яркими деталями и интересными персонажами:329—330. Роман получил премию «Большой Зилант» на фестивале фантастики и ролевых игр «Зиланткон-2015».
В 2012 году Дяченко начали сотрудничать с московским детским издательством «Росмэн», напечатана детская повесть «Последний кентавр» — трогательно-романтическая история, первая часть трилогии о кентавре:330, удостоенная премии «Алиса» на фантастической конференции «Роскон-2013». Награду вручала вдова Кира Булычёва — Кира Алексеевна Сошинская.
В том же году харьковское издательство «Фолио» выпустило в подарочной серии мини-книг сборник миниатюр Дяченко «Фотосессия»:331.
В 2012 году в США в переводе на английский язык опубликован роман «Шрам» («The Scar») — в переплёте, в мягкой обложке, а также в виде аудиокниги, вошедшей в список национальных бестселлеров (25-е место, Audible Bestseller List). «Шрам» получил «пять звёзд» — наивысшую оценку — от Kirkus Reviews, а также ряд восторженных отзывов американских критиков и читателей:331.
Вскоре после выхода на английском этого романа Дяченко были приглашены в Уэллсли-колледж, один из самых престижных колледжей в США. Русский отдел в нём еще в 1940-е годы создал Владимир Набоков. Состоялись встречи Дяченко со студентами, лекции, обсуждение проблем мирового искусства, встречи с читателями в книжных магазинах (в частности, в Гарварде):332.

### Этап сценариев (2012—2023)
В 2012 году состоялся премьерный показ телевизионного сериала «Белая гвардия», авторами сценария которого были Марина и Сергей Дяченко и Сергей Снежкин — режиссёр сериала. Задачи перед сценаристами стояли очень сложные, поскольку фильм эпический, содержит множество персонажей, не имеет чёткого финала. Авторами сценария были существенно укрупнены любовные сюжетные линии по сравнению с романом, углублены мотивы поведения персонажей, добавлены точные детали времени. Сериал получил Национальную кинопремию России «Золотой орёл» в номинации «Лучший телефильм или мини-сериал (до 10 серий включительно)»:332—333.
В октябре 2013 года опубликован роман «Тёмный мир: Равновесие» — новеллизация одноимённого фильма и сериала, сценарий к которым написали Дяченко.
5 декабря 2013 года в прокат вышел фильм «Тёмный мир: Равновесие» режиссёра Олега Асадулина в жанре городского фэнтези по сценарию Дяченко.
В марте 2014 года из печати вышла трилогия «История кентавра».
11 мая 2014 состоялся премьерный показ телевизионного сериала «Тёмный мир: Равновесие» — расширенной версии одноимённого фильма.
5 апреля 2015 года состоялась премьера телевизионного сериала «Седьмая руна» по сценарию Марины и Сергея Дяченко (режиссёр — Сергей Попов).
В декабре 2015 года вышел в прокат фильм «Он — дракон» — российская фэнтезийная мелодрама режиссёра Индара Джендубаева, снятая по мотивам романа Сергея и Марины «Ритуал». В России фильм провалился в прокате, но позднее в Интернете у него появилось немало фанатов, которые неоднократно пересматривают фильм, пишут стихи и баллады по его мотивам. Кассовые сборы фильма за рубежом оказались очень успешными. Особенную известность фильм приобрёл в Китае, где сыгравшие главные роли в фильме Матвей Лыков и Мария Поезжаева стали национальными героями.
В декабре 2015 года в виде электронной книги выпущен сборник «Сказки». В него вошло 40 детских сказок, большинство из которых опубликовано впервые.
В 2017 году состоялась премьера сериала «Перепутанные» по сценарию Дяченко — по собственному определению Дяченко, «Это история, без желтизны и сопливых сантиментов, двух семей, состоятельной и не очень, в которых перепутали детей в роддоме. Очень человеческая история, несмотря на, казалось бы, „мексиканскую“ завязку».
В феврале 2019 года вышел из печати роман «Луч». В том же году «Эксмо» был выпущен сборник Дяченко «Солнечный круг», посвящённый памяти Бориса Натановича Стругацкого и включающий в себя повести и рассказы, получившие премию Стругацкого «Бронзовая улитка», а также две новые повести, «Времена года» и «Солнечный круг», написанные по заветам «реалистической фантастики» Стругацких.
Также в этом году вышла в широкий прокат исторический российский фильм «Девятая», в числе сценаристов которого — Дяченко и который сочетает в себе признаки детектива, триллера с элементами нуара и мистической истории. Состоялась премьера комедийно-приключенческого фильма «Подкидыш», являющегося ремейком одноимённого фильма 1939 года и снятого по сценарию Дяченко.
В 2020 году опубликованы романы «Ведьмин зов» и «Ведьмин род», представляющие собой продолжение романа «Ведьмин век». Отличительными особенностями этих продолжений являются обилие экшена, динамичный, напряжённый сюжет.
В том же году роман «Vita Nostra» был удостоен французской литературной премии «Гран-при Воображения» за лучший роман, переведённый на французский язык, и получил также ряд других премий: «Планета НФ — премия блогеров» (Le Prix Planète-SF des Blogueurs, 2020 // Лучшая книга года (Украина)), «Премия сайта Elbakin.net» (Prix Elbakin.net, 2020 // Переводной роман фэнтези (Украина)), «Премия фестиваля „Имажиналии“» (Prix Imaginales, 2020 // Зарубежный переводной роман (Украина)).
Кроме того, в 2020 году вышел сериал «СССР», сценарий к которому написали Дяченко, — как отмечали они сами, это эпический сериал «о жизни в СССР, начиная с 80-х годов и по наше время. Это история обыкновенных людей, дружбы, любви и ненависти, без бандитского оскала и мелодраматических надрывов».
В 2022 году был опубликован детективный фантастический роман в повестях «Масштаб». В том же году часть этого романа — повесть «Масштаб: Убийство в посольстве» — удостоена премии «Интерпресскон», а в 2023 году роман получил на «Росконе» премию «Бронзовый Роскон».
После смерти Сергея Дяченко вышел в 2023 году роман «Леон», частично написанный при жизни Сергея и законченный Мариной после его смерти. Это история о попаданце, но не из современного мира в мир фэнтези, а наоборот. Роман повествует о любви, стремлении к счастью и найденной семье, узы которой могут быть намного крепче кровных; кроме того, «Леон» представляет собой также историю взросления, полную авантюрных приключений, битв и романтических эпизодов.
Семейный кот Дяченко по имени Дюшес на правах «соавтора» числился членом Ассоциации украинских писателей.

## Особенности творчества
Тексты Дяченко трудно отнести к массовой культуре. Их произведениям присуща многомерность, органичное сочетание социально-фантастической, психологической, интеллектуальной и философской прозы с нестандартно обыгрываемыми клише массовой литературы, в результате чего достигается новое качество.
Для творчества Дяченко характерно постоянное экспериментирование:299. Они смешивают жанры, ищут и находят новые темы, затрагивают новые философские и нравственные проблемы:299. Фантастический элемент в произведениях Дяченко не самодостаточен, а представляет собой лишшь приём, необходимый для углубления взгляда, позволяющий искусственно заострить проблему, выделить её из потока обыденности, продемонстрировать спектр возможностей и последствий, вытекающих из них. Дяченко удалось вознести эскапистский жанр фэнтези до высот философской притчи, «загрузить» его вопросами и проблематикой, интересующими современного читателя; они максимально приблизили фэнтези к горизонтам Большой Литературы. Авторы смело и легко задействуют пространство мировой культуры, щедро используют мифологические и фольклорные сюжеты, в первую очередь украинского происхождения.
Как писателей Дяченко в первую очередь интересуют углублённая психология героев, точность деталей, романтизм, лиричность и поиск света в конце тёмного тоннеля:299. Произведениям Дяченко присущи неожиданные сюжетные повороты и яркие, зримые образы персонажей, надолго остающиеся в памяти после прочтения. Миры Дяченко зримы и реалистичны, это обуславливается концентрацией авторов не только на переживаниях персонажей, но и на внимании к деталям второго плана. Биограф Дяченко Юлия Андреева отмечает, что, «как всегда, их произведения вызывают желание изменять мир к лучшему»:299.
Литературовед Е. Н. Ковтун относит к признакам творчества Дяченко «яркое своеобразие творческой манеры, сюжетный динамизм, напряжённость нравственно заостренного конфликта, многозначность фантастической образности». По утверждению Ковтун, лучшие произведения творческого тандема «демонстрируют масштабную проблематику, связанную с художественным осмыслением судеб человечества как в историческом земном, так и в футуристическом космическом аспекте его существования».
Прозаик и поэтесса Т. Щербина пишет:

Дяченко можно назвать экзистенциалистами: каждый поворот сюжета — грань жизни и смерти, потому каждый шаг героев — судьбоносный, решающий, самый главный. Можно назвать их и символистами, поскольку убедительность фактуры в процессе чтения (а чтение это захватывающее) остывает постфактум как метафора. Символы, иероглифы, найденные авторами для того, чтоб расставить по местам новые технологии, магию, психику и неведомое, то, что над.
По мнению критика Сергея Бережного, Дяченко наследовали традицию романтизма XIX века (Байрона, Мэри Шелли, Теофиля Готье), но в то же время чувствуется и влияние Булгакова, братьев Стругацких, Ницше, отзвуки великих потрясений XX века. Своими учителями Дяченко считали Стругацких, Станислава Лема, Рэя Брэдбери, Роберта Шекли, Михаила Булгакова, Джона Рональда Руэла Толкиена:307, Евгения Шварца, Александра Грина. Но особенно, как утверждает критик Дмитрий Ивахнов, в произведениях Дяченко ощущается влияние А. Грина, хотя Дяченко — это Грин конца XX века, Грин, знающий обо всех ужасах, которые произошли в течение столетия.
Критик Александр Ройфе писал:

Как известно, у киевских писателей Марины и Сергея Дяченко два лица. Причем не только в физическом смысле, но и в творческом. Одна ипостась писательского дуэта — это фэнтези, литература «меча и магии». С нее они начинали (романом «Привратник»), в ней достигли изрядных вершин («Скрут», «Ведьмин век»). Другая ипостась — социальная фантастика в духе Стругацких. И в этом направлении Марине и Сергею удалось добиться многого — достаточно вспомнить такие их произведения, как «Пандем» и «Армагед-дом». Принципиальная разница, однако, состоит в том, что «дорогой Стругацких» (с той или иной степенью успешности) идет немало сочинителей, а вот место Дяченко в отечественной фэнтези, без преувеличения, уникально.
Ранние книги Дяченко создают впечатление традиционного фэнтези — с магами, замками и башнями, прорицателями и оборотнями, разбойниками и баронами. Характерны такие типичные для классического фэнтези признаки, как борьба Добра и Зла, глобальность происходящих событий, спасение мира избранным героем. Однако уже в ранних текстах складывается особая интонация Дяченко, которой они остались верны и в дальнейшем. Герои совершают выбор, проходят определённый психологический путь, при этом их колебания, авторское кропотливое исследование их души выглядят реалистично; авторы повествуют о человеческой судьбе в фантастическом, невероятном, но всё-таки достоверном мире.
Фэнтезийный мир романов Дяченко эволюционировал от традиционного к нетрадиционному. Главный герой постепенно утрачивал однозначность и положительность, а его любовная история становилась всё более запутанной. В центр повествования Дяченко часто ставят слабого, а временами и ничтожного человека и заставляют его действовать в катастрофических обстоятельствах, носящих сугубо частный характер.
Одной из важнейших тем Дяченко является тема морального выбора, совершаемого в ситуации, не допускающей однозначных решений. При этом в ранних произведениях Дяченко для их авторов важен прежде всего сам выбор, а не его последствия — которые, как правило, предугадать нельзя. В этом — значительное сходство прозы Дяченко и прозы братьев Стругацких (например, в предисловии к «Улитке на склоне» Стругацкие отмечали, что читателя не должна интересовать дальнейшая судьба Кандида — гораздо важнее осознание Кандидом происходящего и выбор, который он совершает). В произведениях Дяченко зрелого периода — «Долина Совести», «Пандем», «Варан» — внимание авторов сосредоточивается уже на последствиях решений героев.
В середине 90-х годов (раннее творчество) Дяченко особенно интересует любовь, её динамика, сущность и проявления, возникновение и гибель. Любовь в произведениях Дяченко — как правило, чувство запретное, недозволенное, и появляется оно не из сходства, но из различия. В ранних книгах соавторов любовь оказывается равнозначна борьбе с судьбой — или, может быть, гомеостатическим мирозданием. Герои романов «Ритуал» и «Шрам» поступают наперекор предсказаниям и отказываются от нормальной, спокойной жизни ради тех, кого любят. Похожий выбор в более поздних романах, «Ведьмином веке» и «Пещере», приводит к опасности для всего мира — но, возможно, и спасает его; в любом случае, выводит из кругов предопределения. По мнению соавторов, выбор всегда странен; выбор представляет собой неестественное поведение. Любовь и свобода воли равнозначны друг другу. Марина Дяченко отмечала про своего супруга-соавтора, что «тема любви в фантастике» — это его любимый конёк «и, в некотором смысле, дань его врождённой романтичности».
В более зрелых произведениях Дяченко любовь уже не выступает всесильным орудием, которое может спасти Человека, Град или Мир от нашествия Хаоса; в этих произведениях тема воздаяния за любовь и верность постепенно сходит на нет. Теперь авторы показывают, что любовь — всего лишь чувство, никак не влияющее на законы мироздания. В описываемых Дяченко обществах место для любви несравнимо больше, когда изображаются менее развитые общества («Ритуал», «Скрут», «Скитальцы»), а не современные читателю миры («Пещера», «Казнь», «Армагед-дом»). «Ведьмин век», в котором показывается общество полусредневековое-полуфутуристическое, является своеобразным водоразделом между романтической любовью и любовью прагматической.
После романа «Шрам» критики начали отмечать, что Дяченко вышли за рамки фэнтези. Они отказываются от жанровых стереотипов, заменив их введением в каждом тексте одного сюжетообразующего приёма — литературовед Михаил Назаренко называет это «минимизацией». Переходным является произведение «Скрут»: уже тогда становится заметно, что рамки традиционной фэнтези тесны для тех задач, которые Дяченко ставят перед собой и читателями. Начинаются поиски жанра. По словам Марины Дяченко в интервью, данном журналу «Если», «[Мы] начинали с незамутнённой волшебной сказки, потом по-злодейски изменили жанру, докатились… до так называемой фантастики социальной».
В ряде своих зрелых, «городских» текстов («Ведьмин век», «Пещера», первая часть «Казни», «Армагед-дом», повесть «Кон») Дяченко сводят к минимуму фантастический элемент: каждый из этих текстов имеет в основе одно-единственное допущение необычайного, пронизывающее весь созданный писателями мир. Такие фантастические допущения, как наличие ведьм, Пещера, «мрыги» и др., присутствуют изначально, — но невозможно предсказать, что произойдёт в ближайшем будущем. Мир гибок, для него характерна достоверность — и вместе с тем он удивителен. Этими особенностями произведения Дяченко напоминают «магический реализм».
Последним романтическим произведением Дяченко оказалась «Пещера», а в последующих текстах романтизм сменяется будничным реализмом, общей разочарованностью героев, всепобеждающая любовь сменяется «правдой жизни». Человеческие отношения в изображении Дяченко становятся всё более и более приземлёнными. Характеры героев с каждой новой книгой становятся всё более правдоподобными, таким героям становится труднее сочувствовать. Любовь перестаёт быть самоценной, разбиваясь не о быт, а о социальность. «Армагед-дом», завершая один из этапов творчества Дяченко, представляет собой, как отмечает Д. Ивахнов, «литературную отповедь ранним юношеским иллюзиям и былым романтическим фантомам».
Хотя мир в произведениях Дяченко изображён, как правило, плотно, важнее для Дяченко поступки героев, их характеры, мир же имеет значение лишь постольку, поскольку влияет на поступки героев. Опираясь на известное сравнение Толкина, Назаренко отмечает, что «Дяченко создают миры, в которых зеленое солнце выглядит вполне естественно. Почему оно именно зеленое — никого, в общем-то, не интересует. Но какие люди будут жить под таким солнцем — вот что главное».
В публикации 2004 года критик Сергей Бережной утверждал, что миры, создававшиеся Дяченко, фундаментально этичны. Это касается не только традиционной фэнтези, но и фэнтези с урбанистическим антуражем («Ведьмин век», «Пещера»), которая в целом непохожа на фэнтези «меча и колдовства». В мирах Дяченко ключевыми являются не законы физики, а законы этики. Ведущую роль играет жёсткое противопоставление Добра и Зла, Света и Тьмы — в фэнтези эти категории имеют такое же значение, которое в реальном мире имеет закон всемирного тяготения: в реальном мире люди находятся между «верхом» и «низом», герои романов Дяченко — между Добром и Злом, и вопрос определения своего места в этом противостоянии оказывается для героев (и для читателей) главным, даже если они думают об этом в совершенно других категориях. Поэтому бессмысленны упрёки в логических противоречиях, предъявлявшиеся Дяченко некоторыми критиками: логику созданных Дяченко миров следует проверять с учётом их фундаментальной этичности, а не с точки зрения рациональной логики.
Миры Дяченко, по утверждению Бережного, существуют лишь «вблизи» от главных героев. Именно их судьба представляет собой средоточие этики, и на ней основываются этические предпосылки для существования мира. Происходящее вдали от основных персонажей «на глазах теряет цвет и распадается в ничто».
Как отмечает литературный критик Владимир Ларионов: «Персонажи Дяченко живут в мирах, созданных безудержной фантазией писательского дуэта, обладая иногда совершенно невероятными способностями, тем не менее их переживания подлинны, любовь реальна, ощущения правдивы, они настоящие, они похожи на нас. С безжалостной откровенностью и одновременно очень деликатно авторы обнажают чувства своих героев, заставляя читателя верить, любить, надеяться и делать выбор вместе с ними». Сам Дяченко высказывался о своём творчестве: «Наши книги — это истории людей, которых мы знаем, это жизнь городов и стран, с которыми мы сталкивались… Другое дело, что мы пишем об этой реальности под особым ракурсом, ракурсом фантастического допущения, но того лишь ради, чтобы высветить глубинную суть вещей. Для нас герои наших книг — живые люди. Даже если они обитают где-то в параллельных мирах… А вдруг?..»
Марина и Сергей говорили о себе, что они работают в направлении «м-реализма». Сами они значение буквы «м» не расшифровывали, подчёркивая, что каждый из читателей может расшифровывать его по-своему; по словам Сергея, «Одни могут понимать как „метареализм“, другие как „магический“. Мне ближе всего определение „Маринкин реализм“»). Михаил Назаренко предлагает также варианты «мегареализм», «малороссийский реализм» (то есть реализм, восходящий к «Вечерам на хуторе близ Диканьки» и «Миргороду», к «философии сердца» Григория Сковороды, неомифологизму Леси Украинки и Михаила Коцюбинского, произведениям Булгакова и буйству современной «химерной прозы»).
Сергей Дяченко характеризовал творчество соавторов так:

Нам неинтересны стандартные ситуации, фактографическое описание жизни — для этого, на наш взгляд, есть газеты, есть документальное кино и телевидение — с ними литературе уже не потягаться… Мы стремимся, иногда очень коварно для наших героев, поставить оных в ситуацию экстремальную, такую, которую еще никто до нас не описывал. И тогда исследовать внутренний конфликт, душу человека, психологию взаимоотношений… Дабы это не было скучно, мы приветствуем иронию и всяческие приключения, ценим интригу, напряжённый сюжет. В силу кино-театральной отягощённости дуэта наша проза визуальна, композиция строится по законам монтажа, роль диалогов сведена к минимуму.
Для художественной манеры Дяченко характерны открытые финалы. Такая особенность соотносится с понятием «семантика возможных миров» в современной философии, согласно которому у каждого настоящего существует некоторое количество вариантов развития будущего. Дяченко создают у читателей впечатление, что действие, о котором они прочли, в какой-то иной, неведомой читателю реальности ещё не закончилось, завершилось лишь повествование о нем. Рассказчик сообщил читателям обо всём, что знал, однако ему было известно далеко не всё. Благодаря такому художественному приёму создаётся достоверность повествования. Принцип открытого финала даёт возможность каждому читателю самостоятельно выбрать возможную развязку романа и решить, насколько она правильна и справедлива. Читатель подключается к интерактивному действу и подхватывает инициативу, включаясь в творческий процесс.
Распространённым приёмом Дяченко также является фигура умолчания: часто вместо того, чтобы показать, объяснить что-то значимое, они лишь дают намёки читателю, чтобы обратить его внимание на как будто случайное действие и позволить самому догадаться, отчего происходит именно так, а не иначе. Так, внутреннее состояние персонажа может показываться через выразительную внешнюю деталь: «Женщина опустила глаза, и спицы в ее руках замелькали быстрее» («Оскол»). В романе «Скрут» не даётся целостное описание скрута, и читатель может только догадываться, как он выглядит: авторы жонглируют отдельными деталями и намёками — то тень скрута появится на вершине деревьев, то задрожит паутина, то слегка колыхнутся ветви.
Романы Дяченко кинематографичны, визуальны. Тексты их произведений тесно сплавлены со зрительным рядом. Характерна кинематографическая, даже операторская подача сцены: в тех случаях, когда повествование ведётся не от первого лица, а от имени незримого автора, используется необычный приём — «эффект камеры»; незримая камера то выхватывает деталь, то панорамирует, то даёт средний план, то нарочито засвечивает кадр, приводя к лиричности и размытости. Дяченко не рассказывают читателю о произошедшем, а как бы описывают кинофильм, увиденный их внутренним взглядом. Читателю представляется, что всё происходящее он словно бы видит на экране, а «операторская» работа смены ракурсов и движения «камеры» осуществляется так, чтобы вызвать максимальный эффект присутствия.
Текстам Дяченко свойственны экспрессивная смена ракурсов и планов, непрерывные поиски новых зрительных планов. Их кинотекст представляет собой не размеренное описание, а действие лихорадочное, мечущееся. При этом создаётся взволнованность, нервность, порывистость, отсюда — активное сопереживание читателя происходящему. Проза Дяченко адресована импульсивному, эмоциональному читателю и не терпит созерцательности, медленного, неспешного чтения; книги Дяченко читаются быстро, буквально «проглатываются».
Архитектонику (композицию) текстов Дяченко можно охарактеризовать термином «монтаж»: несмотря на наличие большого количества фрагментов, стоящих близко к эстетике литературы «потока сознания», произведения Дяченко построены не по принципу линеарного запечатлевания всего спектра мыслей, эмоций и ощущений, а как бы смонтированы из отдельных кусков, разнородных эпизодов, подобно тому как режиссёр монтирует фильм из отдельных фрагментов. При этом целое оказывается бо́льшим, чем сумма свойств его составляющих, и, хотя у читателя может создаваться впечатление, будто авторы наре́зали фрагменты из разных текстов и перемешали их, при попытке поменять местами эти фрагменты текст потерял бы свою целостность и оказался бы грудой обломков. Сочетание разрозненных речевых осколков создаёт целостный витраж.
Тексты Дяченко изобилуют великолепно проработанными деталями. В связи с этим Д. Ивахнов пишет:

Когда читаешь Дяченко, то ловишь себя на мысли, что ведь и вправду они в созданных ими мирах живут. Их описания не позаимствованы из энциклопедических словарей или учебных пособий. И кажется, что авторы и впрямь были «вопрошающими» в университете, стояли на плацу в Каваррене, проходили лабиринтом башни Священного привидения Лаш. <…> В романах Дяченко вы не отыщете расплывчатого пейзажа, скудного интерьера, безликого портрета.
Произведения Дяченко наполнены словесными аранжировками широко известных кинообразов и изобразительных образов, что позволяет добиться припоминания читателем («а где-то это я видел») и в итоге вызвать эффект неосознанного узнавания. Особенно это касается фэнтезийных романов Дяченко. Например, появляется человек, несущий колесо, — намёк на неизменного персонажа картин Брейгеля и на фильм «Легенда о Тиле» А. Алова и В. Наумова. Вдруг проезжает цирковой фургон, заставляющий вспомнить фильм «Три толстяка» А. Баталова. Встречаются и целые эпизоды-архетипы: к примеру, один из кульминационных эпизодов в романе «Преемник» — схватка Эгерта Солля и разбойника Совы на мелководье, среди камышей, в мутной воде — напоминает заключительную схватку разбойников и самураев в фильме «Семь самураев» Акиры Куросавы, происходящую в болотной грязи.
Примечателен язык повествования Дяченко, для которого характерна лиричность, крайне редкая для прозы конца XX — начала XXI века. Характерны поэтические описания. Один из самых распространённых тропов в произведениях М. и С. Дяченко — сравнения, порой очень яркие, образные, символичные. Например, в романе «Пещера»: «Лежащий рядом человек смотрел прямо перед собой. Такой взгляд Павла видела на коробках с кошачьим кормом — цветные сытые кошки глядели с глянцевитого картона круглыми и бездумными, пустыми, как пустыня, глазами»; «— Тритан, что же ты… всю ночь?.. Конечно, не спал, сказали ей его ввалившиеся зеленые глаза. Зеленые в красной рамочке, как пятно травы среди поля маков…» Дяченко разрушают языковые стереотипы, используя неожиданные образы, необычные эпитеты: «…Она пахла древесными почками. Возможно, всякая человеческая дочка раз в жизни напоминает новорожденный листок»; «А потом качнулся под ногами пол, и в распахнувшуюся дверь шагнуло солнце» (оба примера — из рассказа «Оскол»).

## Отзывы о творчестве Дяченко
По словам Дмитрия Быкова, Марина и Сергей Дяченко — самые известные писатели Украины, их «негласно считали прямыми наследниками Стругацких. Во всяком случае, сам Борис Стругацкий думал так — и потому выбрал именно их сценаристами „Обитаемого острова“». (По свидетельству Дяченко: «Борис Натанович доверил написание сценария нам, благословил, сказал, что „Дяченко плохо не напишут“».)
Также Быков отмечал в 2017 году, что «каждая их книга отмечалась российскими, украинскими или международными премиями — в этом смысле они, пожалуй, самые титулованные фантасты на постсоветской территории». По замечанию Быкова тогда же, «фантастика вырвалась из гетто на простор Большой Литературы не в последнюю очередь благодаря их книгам».
Украинский литературный критик и журналист Константин Родик в 1999 году писал:

«Современник Гоголя» — звучит? Запомните эту сумасшедшую мысль: мы — современники Марины и Сергея Дяченко.
Главный редактор издательства «Фолио» Александр Красовицкий после смерти Сергея Дяченко назвал его «одним из самых талантливых украинских писателей».
Литературовед, критик и писатель Михаил Назаренко отмечал:

…Эти писатели, в отличие от многих и многих фантастов, сохранили способность удивляться и удивлять. Они создали свой мир, но не стали его пленниками. За десять лет они выросли из талантливых дебютантов в замечательных писателей — может быть, лучших писателей современной Украины. Они умеют задавать вопросы и давать на них бескомпромиссные ответы.
Живой мир и живые люди.

Писатель, психолог и психотерапевт Владимир Леви сказал в своём интервью газете «Книжное обозрение»:

Прекрасные авторы — супруги Дяченко из Киева… пишущие в оригинальном синтезном жанре, где почти детективная остросюжетность сочетается с психологизмом и элементами фантастики и тем самым, как вспышками молний, освещаются тайники человеческого подсознания.
Писатель-фантаст и литературный критик Виталий Каплан утверждал:

Интерес к человеку, к глубинам его души — главная тема любого произведения Дяченко. Нестандартная ситуация (создаваемая специфическими средствами жанра) служит авторам чем-то вроде проекционного фонаря — и на фоне обыденной жизни вдруг проявляются серьезнейшие метафизические коллизии.
Критик, журналист, редактор и переводчик Сергей Бережной писал:

Дяченко — чуть ли не лучшие современные русскоязычные прозаики, работающие в жанре романа-притчи. Их тексты многоплановы, их метафорические художественные модели раскрывают такие философско-психологические глубины, что в них, словно в Мальстрем, засасывает редкие и тщательно уделанные фантастические делянки постмодернистов. Эмоциональная насыщенность произведений Дяченко запредельна, они требуют от читателя такого самоотождествления с персонажем, что это можно сравнить только с острой влюблённостью…
Критик и историк литературы Евгений Харитонов отмечал:

…Киевский дуэт — это едва ли не единственные сегодня последовательные продолжатели традиций украинского романтизма, восходящего к творчеству Довженко и Тычины.

## Литературные премии
Марина и Сергей Дяченко — лауреаты практически всех литературных премий, присуждаемых за русскоязычные фантастические произведения. Получали премии «Интерпресскон», «Бронзовая улитка», «Странник», «Меч в камне», «Лунный меч», «Сигма-Ф», «Золотой кадуцей», премию братьев Стругацких, премии «Русская фантастика», «Золотой Роскон», Мемориальную премия Кира Булычёва, «Большой Зилант», «Большая Урания», диплом журнала «Если»,  а также премии «Аэлита» (2001) и «Философский камень» (премия фестиваля «Звёздный мост») за вклад в фантастику. Роман «Ведьмин век» получил польскую премию «Sfinks» как лучшая переводная книга года.
Дяченко — рекордсмены по количеству премий в литературе и кино в постсоветском пространстве. Практически все их романы, многие повести, рассказы были отмечены призами. На европейском конвенте фантастов «Eurocon-2005» Дяченко получили звание лучших писателей-фантастов Европы.
В публикации 2013 года биограф Дяченко Юлия Андреева писала, что «если суммировать все награды, полученные Дяченко — вначале Сергеем, ещё до судьбоносной встречи с Мариной, а затем их общие премии, то их будет около ста»:299.

## Издания и переводы
Книги Дяченко переведены и изданы в Америке, Великобритании, Германии, Франции, Италии, Испании, Бразилии, Китае и других странах. В настоящее время[когда?]

 выпускается полное собрание сочинений, около 30 томов — в Москве (издательство «Эксмо», на русском языке) и Харькове (издательство «Фолио», на украинском и русском языках). Кроме того, российское издательство «МедиаКнига» готовит[когда?]

 полное собрание сочинений Дяченко в аудио-формате.

## Организаторы
Зимой 1997 года Марина и Сергей Дяченко создали творческую мастерскую «Третья сила», заседания которой проводились в помещении журнала «Радуга» при Союзе писателей. В какой-то мере эта мастерская была продолжением клуба любителей фантастики Бориса Сидюка, Александра Лайка, Александра Васильковского. Организовывалось немало интересных встреч, обсуждений, дискуссий. Продолжением мастерской «Третья сила» явилась международная ассамблея фантастики «Портал», президентами которой стали Марина и Сергей Дяченко. Проводилась ассамблея на базе Киевской международной книжной выставки-ярмарки «Мэдвин» и при участии журнала «Реальность фантастики». Программа «Портала» включала в себя лекции, дискуссии, встречи с читателями, круглые столы, посвящённые Булгакову и фантастике, знаменитый «Булгаковский бал», а также вручение премий за лучший роман, повесть, рассказ, публицистику:291—295.
В 2006 году на базе «Портала» и «Мэдвина» был организован «Еврокон» — всеевропейский конвент любителей фантастики, который посетили гости из более чем 20 стран Европы, а также США и Японии:296.

## Литературные труды

### Романы
- 1994 — Привратник
- 1996 — Ритуал
- 1996 — Шрам
- 1997 — Ведьмин век
- 1997 — Преемник
- 1997 — Скрут
- 1998 — Пещера
- 1999 — Армагед-дом
- 1999 — Казнь
- 1999 — Рубеж (в соавт. с А. Валентиновым и Г. Л. Олди)
- 2000 — Авантюрист
- 2001 — Долина Совести
- 2001 — Магам можно всё
- 2003 — Пандем
- 2004 — Варан (на украинском и русском языках)
- 2005 — Ключ от королевства (на украинском и русском языках)
- 2005 — Пентакль (роман — цикл рассказов; (в соавт. с А. Валентиновым и Г. Л. Олди) — см. также раздел «Рассказы»
- 2005 — Слово Оберона (на украинском и русском языках; на украинском языке — Королівська обіцянка)
- 2006 — Дикая энергия. Лана (на русском и украинском языках)
- 2006 — Алёна и Аспирин (на русском и украинском языках)
- 2007 — Vita Nostra
- 2008 — Медный король
- 2008 — У зла нет власти
- 2009 — Цифровой, или Brevis est
- 2010 — Мигрант, или Brevi finietur
- 2011 — Одержимая
- 2012 — Стократ
- 2013 — Тёмный мир. Равновесие
- 2019 — Луч
- 2020 — Ведьмин зов
- 2020 — Ведьмин род
- 2021 — Vita Nostra. Работа над ошибками
- 2022 — Масштаб (роман в повестях)
- 2023 — Леон
- 2024 — Vita Nostra: Собирая осколки

### Повести
- 1996 — Бастард
- 1998 — Горелая Башня
- 1999 — Корни Камня
- 2000 — Волчья сыть
- 2000 — Зелёная карта
- 2000 — Последний Дон Кихот
- 2001 — Кон
- 2001 — Хозяин Колодцев
- 2002 — Судья
- 2002 — Эмма и сфинкс[66]
- 2003 — Две
- 2003 — Зоопарк
- 2003 — Мизеракль
- 2004 — Уехал славный рыцарь мой
- 2005 — Парусная птица
- 2006 — Земля веснаров / Осот
- 2007 — Соль
- 2008 — Слово погибели №5
- 2009 — История доступа
- 2009 — Лихорадка
- 2009 — Мир наизнанку
- 2011 — Электрик
- 2011 — Вкус слова (впоследствии повесть вошла в роман Стократ)
- 2012 — Высочайший визит (киноповесть)
- 2019 — Времена года
- 2019 — Солнечный круг

### Рассказы
- 1996 — Вирлена
- 1998 — Трон
- 1999 — Ордынец
- 1999 — Оскол
- 1999 — Сказ о Золотом Петушке / Сказка о Золотом Петушке
- 1999 — Хутор / Альфа-ромео
- 2000 — Вне
- 2000 — Заклинание
- 2000 — Крыло
- 2000 — Маклер и магия
- 2000 — Обратная сторона Луны
- 2000 — Слепой василиск
- 2001 — Баскетбол
- 2001 — Коряга, похожая на обернувшуюся кошку / Коряга
- 2002 — Бутон
- 2002 — Визит к педиатру
- 2002 — Волосы
- 2002 — Демография
- 2002 — Лунный пейзаж
- 2002 — Марта
- 2002 — Обещание
- 2002 — Перевёртыши
- 2002 — Подземный ветер
- 2002 — Я женюсь на лучшей девушке королевства
- 2003 — Атаман
- 2003 — Тина-Делла
- 2003 — Хуррем — значит «Улыбчивая»
- 2005 — Пентакль (роман-цикл рассказов; (в соавт. с А. Валентиновым и Г. Л. Олди)

- Баштан
- Бои без правил
- Чёртова экзистенция
- Картошка
- Оборотень в погонах
- Бурсак
- Санаторий
- Сосед
- Венера Миргородская
- День мёртвых в доме культуры
- Проданная душа
- Базар
- Спасатели
- Колоброд
- Квартеронка
- Туфли
- Харизма Нюрки Гаврош
- Монте-Карловка
- Пойдём в подвал?
- Неспокий
- Страшная М.
- Богдана
- Сердоликовая бусина
- Аттракцион
- Панская орхидея
- Казачья кровь
- Пламенный мотор
- Конкурс
- Камень завета
- Улица пяти тупиков

- 2007 — Феникс / Осенний феникс
- 2009 — ГЕК
- 2009 — Император
- 2009 — Инфаркт
- 2009 — История доступа
- 2009 — Лихорадка
- 2009 — ОСА
- 2009 — Самум
- 2009 — Снег
- 2009 — Аптека
- 2009 — Змеи
- 2009 — Писатель
- 2009 — Пробный шар
- 2009 — Скафандры
- 2010 — Чёрный дед
- 2011 — Жук
- 2011 — Мир (рассказ вышел в составе романа Стократ)
- 2011 — Фотосессия
- 2011 — Выбор
- 2011 — Последняя страница
- 2011 — Игрок / Геймер
- 2011 — Контроль
- 2011 — Лояльность
- 2011 — Объект
- 2011 — Словарь
- 2011 — Неудачник
- 2011 — Опять двойка
- 2011 — Сто / 100
- 2012 — Лицензионная защита…
- 2012 — Рыболов
- 2012 — Снотворное
- 2012 — Телевизор
- 2012 — Ужасный зверь Лимбо
- 2012 — Визит к императору
- 2012 — Залитый солнцем весенний перрон
- 2021 — Странные сны

### Пьесы
- Последний Дон Кихот
- Братья Стояловы

### Произведения для детей
- 2001 — Летающая шляпа (при участии А. Бондарчука и И. Малковича; на укр. яз.)
- 2002, 2005, 2006, 2008 — Сказки для Стаски (серия коротких рассказов)
- 2002, 2005 — Приключения Маши Михайловой / Сыск Маши Михайловой (серия коротких рассказов) (на русском и украинском языках)
- 2004 — Жирафчик и Пандочка (при участии А. Бондарчука и И. Малковича; на русском и украинском языках)
- 2005 — Габріель і сталевий лісоруб (повесть, на укр. языке)
- 2012, 2014 — История кентавра (цикл сказочных повестей)

## Фантастические существа и объекты в книгах писателей
В списке представлены уникальные объекты и существа, не встречавшиеся ранее ни в одном произведении либо малоизвестные, такие как Чугайстер.
- Глефа (из книги «Армагед-дом») — личинка дальфинов, появляющаяся на свет во время апокалипсиса (см. мрыга). Смертельно опасна для всего живого. Малоуязвимые, устойчивые к высоким температурам, они не нуждаются в убежище и переживают апокалипсис без укрытия. Дальфины в романе внешне напоминают реальных дельфинов. Они приспособились к апокалипсису таким образом: самки делают кладку раз в двадцать лет, накануне апокалипсиса. Кризисные изменения во внешней среде, а иногда даже их предвестники провоцируют развитие личинки. Глефы возвращаются в море после того, как прекращается сейсмическая активность. Следующая стадия развития — куколка. Внутри её дальфин пребывает всего от месяца до двух, после чего на свет появляется взрослая особь. В мире, описанном в романе, разговоры о глефах табуированы, очевидно из-за страха перед ними. Реальное слово «глефа» обозначает холодное рубяще-колющее древковое оружие, облегчённую алебарду, которой можно и рубить, и колоть.
- Желтомара (из книги «Бастард») — колдовской объект-ловушка. Выглядит как вырезанный из дерева старик с трубкой, выпускающей жёлтые клубы дыма. Клубы убивают живых существ, двигаясь на тепло.
- Зажора (из книги «Бастард») — колдовской объект-ловушка. Коническая яма в земле с осыпающимися песчаными склонами и магическим существом в центре. Это существо издаёт детские крики, при приближении жертвы начинает всасывать воздух, создавая сильный ветер, направленный в центр ловушки. В живой природе подобные ловушки создают личинки муравьиных львов.
- Калидоны (из книги «Ритуал») — огромные белые птицы, селящиеся рядом с драконами. Чтобы выводить птенцов, выщипывают у себя мягкий белый пух.
- Мрыга (из книги «Армагед-дом») — апокалипсис, происходящий в романе периодически, примерно каждые 20 лет. Во время мрыги появляются «ворота»: объекты неизвестной природы, представляющие собой каменную арку с «зеркалом» внутри (по описанию напоминают телепорт из игры Heroes). Люди, зашедшие в зеркало, оказываются защищены от воздействия апокалипсиса и выходят оттуда после его окончания. Также появляются «малые ворота», в которых спасаются звери, они для людей непригодны. Ворот появляется столько, что все люди могут спрятаться в них, если сразу пойдут к ближайшим воротам. Существует какой-то сигнал, исходящий от ворот, но изучению он не поддаётся.
- Навь, навка, нявка (из книги «Ведьмин век») — магическое существо, обретшее облик умершего человека, получившее жизнь потому, что кто-то любил этого человека и желал его вернуть. Навь обманом доводит до смерти того, кто её оживил. Понятие взято из славянской мифологии, однако образ, созданный писателями, отличается от тех, что присутствуют в первоисточниках.
- Чугайстер (из книги «Ведьмин век») — сотрудник специальной службы по уничтожению навей. Чугайстеры иногда в одиночку, иногда вместе уничтожают навей (см. Навь), танцуя вокруг них, навязывая им свой ритм, доводя их этим до смерти. Чугайстер (Чугайстрин) взят из украинской мифологии, однако образ, созданный писателями, отличается от тех, что присутствуют в первоисточниках.
- Эльфуш (из повести «Хозяин Колодцев») — маленькое летающее полуразумное существо, напоминающее эльфа. Дети (до шести-семи лет) и влюблённые могут понимать то, что говорят эльфуши, и являются для них «приманкой».
- Домохранец (из повести «Хозяин Колодцев») — маленькая домашняя нечисть, вроде человечка на паучьих лапках.
- Скрут (из романа «Скрут») — человек, ставший жертвой предательства и в результате превратившийся в опасное чудовище. Живёт в лесу один и убивает тех, кто оказался в окрестностях. Его самого убить невозможно ни мечом, ни магией. Ужасна судьба предателя, если он попадётся своему скруту, а для скрута отомстить обидчику — величайшая радость, но этого почти никогда не происходит. Скруты, которым не удалось отомстить, живут очень долго, мучаясь воспоминанием о предательстве, пока не умирают от тоски.

## Кино- и телесценарии
1. 1998 — Свидание с химерой (документальный).
2. 2004 — Украденное счастье | Украдене щастя (Украина).
3. 2006 — Курица, которая несла всякую всячину (мультфильм).
4. 2008 — Театральный роман (мультфильм).
5. 2008 — Красная жаба (мультфильм).
6. 2009 — Обитаемый остров — в соавторстве с Эдуардом Володарским.
7. 2009 — Обитаемый остров. Схватка — в соавторстве с Эдуардом Володарским.
8. 2010 — Рейдер — в соавторстве с Павлом Астаховым.
9. 2012 — Белая гвардия — в соавторстве с Сергеем Снежкиным.
10. 2012 — Цвет времени: Война (документальный).
11. 2013 — Тёмный мир: Равновесие.
12. 2014 — Тёмный мир: Равновесие (сериал).
13. 2014 — Жизнь и искушения Михаила Булгакова (не был завершён).
14. 2014 — Седьмая руна — в соавторстве с Алексеем Сидоровым.
15. 2015 — Он — дракон — в соавторстве с Индаром Джендубаевым, Алексеем Арсеньевым.
16. 2015 — Потеряшки — в соавторстве с Екатериной Линцевич, Еленой Шаталовой.
17. 2017 — Перепутанные.
18. 2018 — Девятая — в соавторстве с Александром Родионовым, Майклом Куписком и др.
19. 2019 — Подкидыш — в соавторстве с Андреем Галановым.
20. 2020 — СССР.